# Hemligheten (opera)

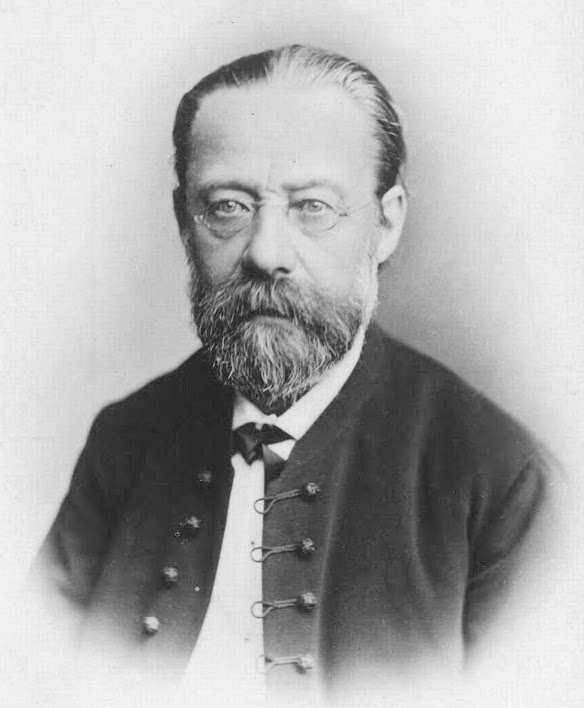
Bedřich Smetana

Hemligheten (tjeckiska: Tajemství) är en komisk opera i tre akter med musik av Bedřich Smetana och libretto av Eliška Krásnohorská.

## Historia
Smetana komponerade Hemligheten 1877 då han var totalt döv och befann sig i svåra ekonomiska omständigheter. Som librettist hade han den unga Eliška Krásnohorská, som också hade skrivit texten till Kyssen. Smetana hade fullt förtroende för henne. Hon hade valt en historia som passade utmärkt till Smetanas begåvning. Återigen handlade det om ett äldre par som gick miste om lyckan i ungdomen, men som efter en symbolisk (nästan freudiansk) nedgång i en magisk tunnel återfinner lyckan. Att handlingen utspelas i en liten stad snarare än i en landsortsby gav Smetana tillfället att teckna ett rikt galleri av olika stadsmänniskor såsom en balladsångare (som ackompanjerar sig själv på gitarr och försöker sig på sjunga en sång för att smickra de båda rivalerna samtidigt), en pensionerad soldat som försöker uppvakta Roza med sitt skryt och en säckpipeblåsare (vilket bidrar till de åtskilliga episoderna med säckpipor i tjeckiska operor).
Operan hade premiär den 18 september 1878 på Nové České Divadlo (Nya tjeckiska teatern) i Prag. Succén blev kortvarig då publiken hade väntat sig något i stil med Brudköpet. Först då operan togs upp 25 år senare på Nationalteatern i Prag etablerade den sig på allvar, och sedan dess har den varit ett fast inslag på repertoaren i hemlandet.

## Personer
- Blaženka, Malinas dotter (sopran)
- Bonifác, pensionerad soldat (bas)
- Vít, jägare och Kalinas son (tenor)
- Kalina, stadsfullmäktige (baryton)
- Panna Róza, Malinas syster (kontraalt)
- Malina, stadsfullmäktige (bas)
- Skřivánek, sångare (tenor)
- Jirka, klockare (tenor)
- Barnabáš ande (bas)
- En entreprenör (baryton)
- Värdshusvärdinnan (sopran)

## Handling
Akt I
Kalina har en gång varit förälskad i Róza, dotter till en rik bonde som vägrade låta dem gifta sig därför att Kalina var för fattig. I protest gifte sig denne med en fattig flicka i Bezdězbergen i Böhmen, medan Róza förblev ogift. Hon bor nu tillsammans med sin bror, liksom Kalina medlem av stadens styrelse, och de båda männen har delat upp det lilla samhället i två stridande läger.
Kalina har blivit änkling och hans son Vít har förälskat sig i Rózas brorsdotter Blaženka. För att ge illusion av att han är välbärgad har han byggt sig ett nytt hus vid torget, men han har stora skulder till dem som utfört byggnadsarbetet.
Medan han firar inflyttningen blir det på nytt bråk med familjen Malina. Under slagsmålet hittar Kalinas släkting Bonifác, som är intresserad av Róza, ett gammalt papper skrivet av den sedan länge döde brodern Barnabáš. Dokumentet innehåller anvisningar för Kalina om hur han skall komma i besittning av en skatt.
Akt II
Nyheten sprids som en löpeld i den lilla staden, och Kalina beslutar undersöka en hemlig gång som börjar under det gamla klostret i Bezděz och leder till den plats där skatten sägs vara gömd. Vít och Blaženka utnyttjar tillfället till att träffas men ertappas av Bonifác, som röjer deras hemlighet för Róza. Det hela slutar med offentlig skandal. Ungdomarna avbryter sin förbindelse och Kalina föresätter sig att gå på upptäcktsfärd i den hemliga underjordiska gången, fastän Róza försöker hindra honom i hans livsfarliga företag.
Akt III
På kvällen kommer Vít och tar avsked av Blaženka innan han drar ut i världen för att söka lyckan så att han längre fram kan gifta sig med henne. Róza blir så rörd över hans trofasta kärlek att hon försöker övertala sin bror att ge sitt samtycke till äktenskapet, men han går med på det endast på villkor att Kalina personligen kommer och anhåller om Blaženkas hand på sin sons vägnar.
Vít säger att det aldrig kommer att ske ty hans far han säkert för länge sedan uppslukats av djävulen på sin skattjakt. I samma  ögonblick hör de vidskepliga bönderna hur det bultar på en bortglömd dörr bakom den stora ugnen, och ut kommer Kalina ur den hemliga gången. På så sätt avslöjar han att den hemliga gången ledde till Malinas hus och att den skatt som Barnabáš hade lovat Kalina är Róza, som troget har väntat på sin älskade i alla år. Hemligheten har alltså avslöjats och det hela slutar med dubbelbröllop.